# Howard Nemerov
Howard Nemerov (ur. 29 lutego 1920 w Nowym Jorku, zm. 5 lipca 1991 w University City) – poeta amerykański. 
Pochodził z żydowskiej rodziny, która wyemigrowała z Rosji. Jego rodzicami byli David  i Gertrude Nemerovowie. Ukończył studia na Uniwersytecie Harvarda. W czasie II wojny światowej służył jako pilot w lotnictwie wojskowym najpierw kanadyjskim, a później amerykańskim. Wydał wiele tomików poetyckich, The Image and the Law (1947), Mirrors and Windows (1958), The Winter Lightning: Selected Poems (1968) i Trying Conclusions: New and Selected Poems, 1961-1991 (1991). Za zbiór The Collected Poems of Howard Nemerov (1977) otrzymał Nagrodę Puliztera w dziedzinie poezji,  National Book Award i Bollingen Prize. Opublikował też powieści The Melodramatists (1949), Federigo: Or the Power of Love (1954) i The Homecoming Game (1957). Zmarł na raka przełyku 5 lipca 1991.